# Sapromyza nigrifrontata
Sapromyza nigrifrontata är en tvåvingeart som beskrevs av Becker 1919. Sapromyza nigrifrontata ingår i släktet Sapromyza och familjen lövflugor.
Artens utbredningsområde är Ecuador. Inga underarter finns listade i Catalogue of Life.